# Hugo Czarny

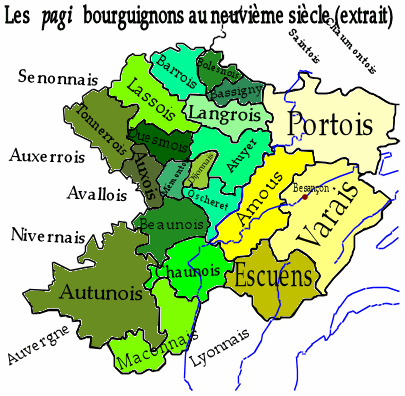
Podział ziem burgundzkich w IX wieku

Hugo Czarny (zm. 17 grudnia 952) – książę Burgundii w latach 923-952, w 936 roku hrabia Mâcon, Autun i król Prowansji z dynastii Autun (Bosonidzi).
Jego ojciec Ryszard I Prawodawca był młodszym bratem Boso Prowansalskiego, króla Prowansji i Dolnej Burgundii, a jego matka Adelajda córką Konrada II z Auxerre, markiza Transjuranii. Przed 914 stał się władcą ziemi outre-Saône (późniejsze Franche-Comté). Zastąpił swojego młodszego brata Rudolfa I, gdy ten w 923 roku został wybrany królem zachodniofrankijskim w miejsce Ludwika IV Zamorskiego. Po jego śmierci w 936 roku odmówił uznania powracającego z wygnania Ludwika za króla i tym samym swego lennego zwierzchnika. Zajął też liczne ziemie, w tym Prowansję. Nowy monarcha wysłał Hugo Wielkiego, księcia Franków, aby przekonał Hugo Czarnego do swych racji. Najeźdźca zajął Auxerre i Sens, a księstwo burgundzkie zostało podzielone między dwóch Hugonów. Hrabia burgundzki zmarł 17 grudnia 952 roku i został pochowany w Besançon. Następcą Hugo Czarnego na części ziem stał się iure uxoris mąż jego siostry Ermenegildy, Gilbert Burgundzki – co wskazuje na to, że jego poprzednik nie doczekał się potomstwa. Część ziem utrzymał Hugo Wielki, który przekazał je swemu synowi Odonowi, potem jego bratu Henrykowi. Ostatecznie w 1004 roku przypadły one Robertowi II Pobożnemu i tym samym koronie francuskiej.